# Moscow Nights
Pour plus de détails, voir Fiche technique et Distribution.
Moscow Nights est un film de procès britannique réalisé par Anthony Asquith, sorti en 1935.

## Synopsis
Moscou, pendant la Première Guerre mondiale. Une infirmière accepte d'épouser Briokoff, un profiteur de guerre, pour sauver le capitaine Ignatoff dont elle est amoureuse et qui est accusé d'espionnage. Mais Briokoff finira par disculper Ignatoff lors de son témoignage.

## Fiche technique
- Titre anglais : Moscow Nights
- Titre américain : I Stand Condemned
- Réalisation : Anthony Asquith
- Assistant réalisateur : Teddy Baird
- Scénario : Erich Seipmann, d'après une nouvelle de Pierre Benoit
- Direction artistique : Vincent Korda
- Costumes : John Armstrong
- Photographie : Philip Tannura
- Son : A.W. Watkins
- Montage : Francis D. Lyon
- Musique : Walter Jurmann, Bronislau Kaper
- Production : Alexis Granowsky, Alexander Korda, Max Schach
- Société de production : London Film Productions, Capitol Film Corporation
- Société de distribution : General Film Distributors
- Pays de production :  Royaume-Uni
- Langue originale : anglais
- Format : Noir et blanc — 35 mm — 1,37:1 — son mono
- Genre : drame
- Durée : 100 minutes (76 aux États-Unis)
- Dates de sortie : 
  - Royaume-Uni : 6 novembre 1935

## Distribution
- Harry Baur : Peter Briokoff
- Penelope Dudley-Ward : Natasha Kovrin
- Laurence Olivier : Capitaine Ivan Ignatoff
- Athene Seyler : Madame Anna Sabline
- Lilian Braithwaite : la comtesse
- Morton Selten : Général Kovrin
- Sam Livesey : Fedor
- Robert Cochran : Polonsky
- Hay Petrie : l'espion
- Walter Hudd (en) : le docteur
- Kate Cutler : Madame Kovrin
- C.M. Hallard : le président de la cour martiale
- Charles Carson : Officier chargé de la défense
- Edmund Willard : Officier chargé de l'accusation
- Morland Graham

## Autour du film
- C'est un remake du film Les Nuits moscovites d'Alexis Granowsky, sorti en 1934